# Benjamin Jamieson
Benjamin Jamieson (Arran Township, 15 marzo 1874 – Victoria, 3 dicembre 1915) è stato un giocatore di lacrosse canadese, vincitore di una medaglia d'oro nel lacrosse maschile a squadre ai Giochi della III Olimpiade.

## Palmarès
In carriera ha conseguito i seguenti risultati:
- Giochi olimpici

Saint Louis 1904: oro nel lacrosse maschile a squadre.